# نورا ۷۸۳
سیارک ۷۸۳ (به انگلیسی: 783 Nora، نامگذاری:1914UL) هفتصد و هشتاد و سومین سیارک کشف شده‌است که در ۱۸ مارس ۱۹۱۴ و در وین کشف شد.
قدر مطلق سیارک برابر ۱۰٫۶۰ است.